# 坂本政右衛門

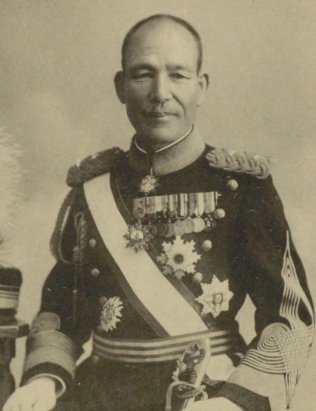
坂本政右衛門

坂本 政右衛門（さかもと まさえもん、1879年1月20日 - 1942年2月27日）は、日本陸軍の軍人。最終階級は陸軍中将。

## 略歴
1879年（明治12年）、高知県高岡郡宇佐村（現・土佐市）に生まれた。1899年（明治32年）11月、陸軍士官学校（11期）を卒業し、翌年6月、歩兵少尉に任官。1911年（明治44年）11月、陸軍大学校（23期）を卒業。
1920年（大正9年）8月、陸軍兵器本廠付となり、1921年（大正10年）4月、歩兵大佐に昇進。同年7月、歩兵第55連隊長に就任。1922年（大正11年）8月、第8師団参謀長に転じ、教育総監部第1課長に移る。1925年（大正14年）5月、陸軍少将に進級し第3師団司令部付となる。1926年（大正15年）3月、歩兵第5旅団長に就任。陸軍歩兵学校付、同校教育部長、陸軍士官学校長を歴任。
1930年（昭和5年）8月、陸軍中将に進む。1931年（昭和6年）8月、第6師団長に親補され、満州事変時に熱河を攻略して武功を上げる。1934年（昭和9年）3月、待命そして予備役編入となり帰郷。同年4月、勲一等旭日大綬章を受ける。1942年（昭和17年）2月27日、64歳で死去。

## 栄典
- 1932年（昭和7年）6月15日 - 正四位[1]